# Австралійський тер'єр
Австралі́йський тер'є́р — жорсткошерста порода собак, виведена в Австралії.

## Опис

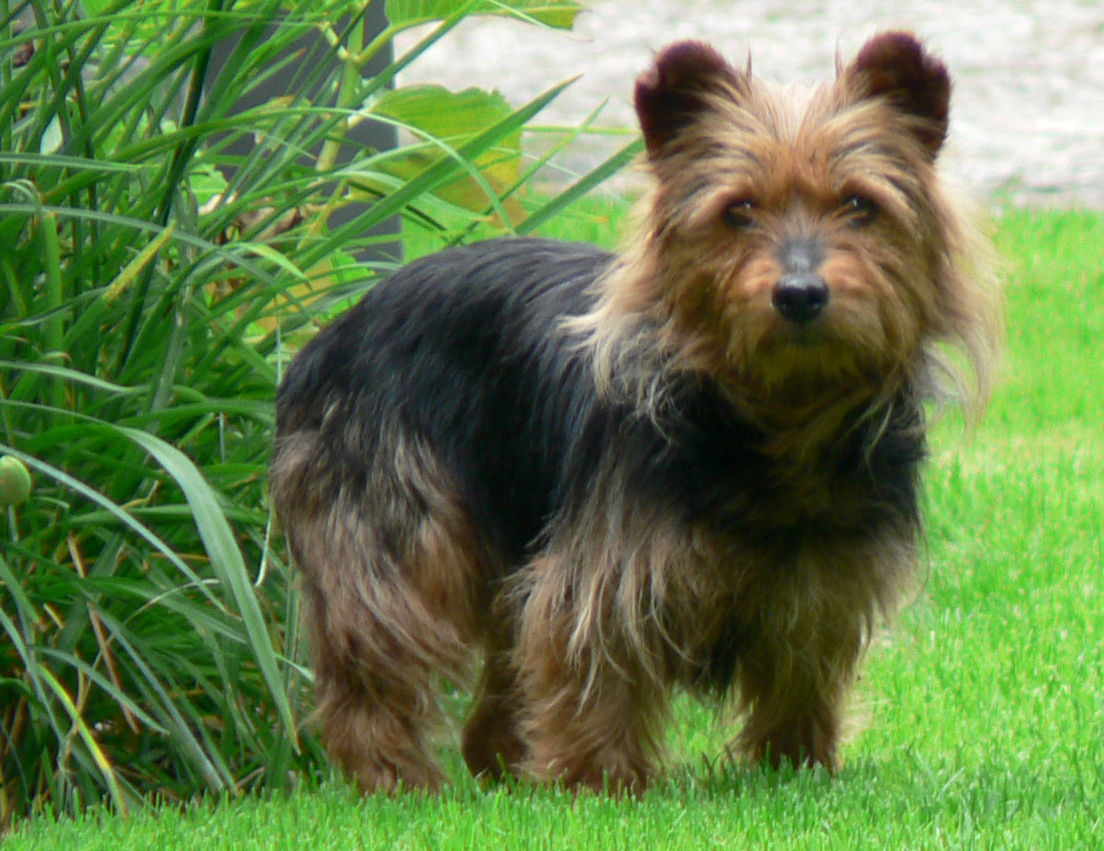
Вигляд дорослого собаки спереду.

Висота в холці у псів і сук приблизно однакова і становить 25-28 см. Вага — близько 6,5 кг.
Забарвлення блакитне, сріблясто-блакитне чи темно-сіро-блакитне з рудуватими відмітинами; руде або світло-пісочне з освітленим чубчиком. Чим більш насиченим є колір відмітин, тим краще. Білу пляму на грудях за будь-якого забарвлення розцінюють як ваду. Цуценята народжуються майже чорними і з віком змінюють забарвлення.
Ззовні австралійський тер'єр являє собою невелику, присадкувату, жорсткошерсту, добре складену, міцну, керовану собаку. Структура шерсті жорстка і груба, довжина на корпусі приблизно 6 см. Цій породі притаманне «жабо» з подовженого волосся. Обов'язкова наявність короткого м'якого підшерстя. Хвиляста і кучерява шерсть неприпустима. Голова вкрита жорсткою, не дуже густою шерстю. Вуха стоячі, вираз «тер'єрний», рішучий. Черепна частина голови пласка, морда під очима заповнена, і не має різкого переходу від чола. Перехід від чола до морди й домірність голови завжди ретельно оцінюються при експертизі на виставках. Вилиці пласкі, не виражені. Зуби міцні. У собаки повинна бути сильно розвинена нижня щелепа. Мочка носа чорна. Очі маленькі, темні, круглої форми, посаджені прямо, не опуклі. Вираз інтелігентний, але водночас насторожений. Австралійському тер'єру притаманна наявність безволосої ділянки чорного кольору і трикутної форми, розташованої вздовж усього носового хряща (довжина приблизно 2,5 см чи трохи більше). Вуха поставлені високо і прямо, суворо зафіксовані. Довгої шерсті на них бути не повинно. Коли собака висловлює прихильність до чого-небудь, вона часто закладає вуха назад.
Голова увінчана світлим шовковистим чубчиком, він відрізняється за текстурою і кольором від решти шерстного покрову. Пасмо цього м'якого волосся росте на тімені і є світлішим, ніж уся голова в цілому. У рудих і пісочних собак чубок світло-палевого або пшеничного відтінку. У блакитних собак він зазвичай блакитного або сріблястого тону, але ніколи не білий. Це пасмо захищає очі тер'єра під час роботи у підземних норах і є характерною ознакою породи.

## Характер
Австралійський тер'єр слухняний, урівноважений, добре контактує з людиною, ласкавий та інтелігентний. Його темні маленькі очі мають життєрадісний, але одночасно насторожений вираз. Але коли собака відчуває приязнь до кого-небудь, очі її стають ніжними, лагідними й м'якими.

## Історія
Перша згадка про породу австралійський тер'єр: «Відомо, що вже в 1820-і роки вільні білі поселенці в Тасманії, що живуть в районі міст Кемпбелтаун і Росс, успішно розводили жорсткошерстих тер'єрів. Це були невеликі собачки з рудими кінцівками й блакитним забарвленням корпусу». Неймовірне чуття робило їх незамінними сторожовими собаками. Вони відрізнялися відданістю. Найдостовірніші згадки про конкретні схрещення з'явилися трохи більше ніж сто років тому. Немає сумнівів, що найближчим родичем австралійського тер'єра є йоркширський тер'єр, про що свідчить забарвлення обох порід, а також ряд схожих рис екстер'єру. Формування австралійського тер'єра і спорідненого з ним австралійського шовковистого тер'єра — йшло практично паралельно. Одні заводчики розводили дрібного витонченого тер'єра з шовковистою шерстю, інші займалися розведенням більш великого і сильного жорсткошерстого тер'єра з таким же забарвленням — блакитним з палевим. Призначалися вони для полювання на норних звірів та змій. Для посилення мисливського інстинкту і злоби був проведений ряд схрещень з британськими робочими тер'єрами. Це були Керні й шотландський — відмінні норники, скайтер'єр і манчестерський тер'єр — віртуозні винищувачі щурів. Манчестерський тер'єр, крім того, мав посилити насиченість палевого кольору в забарвленні австралійського побратима.

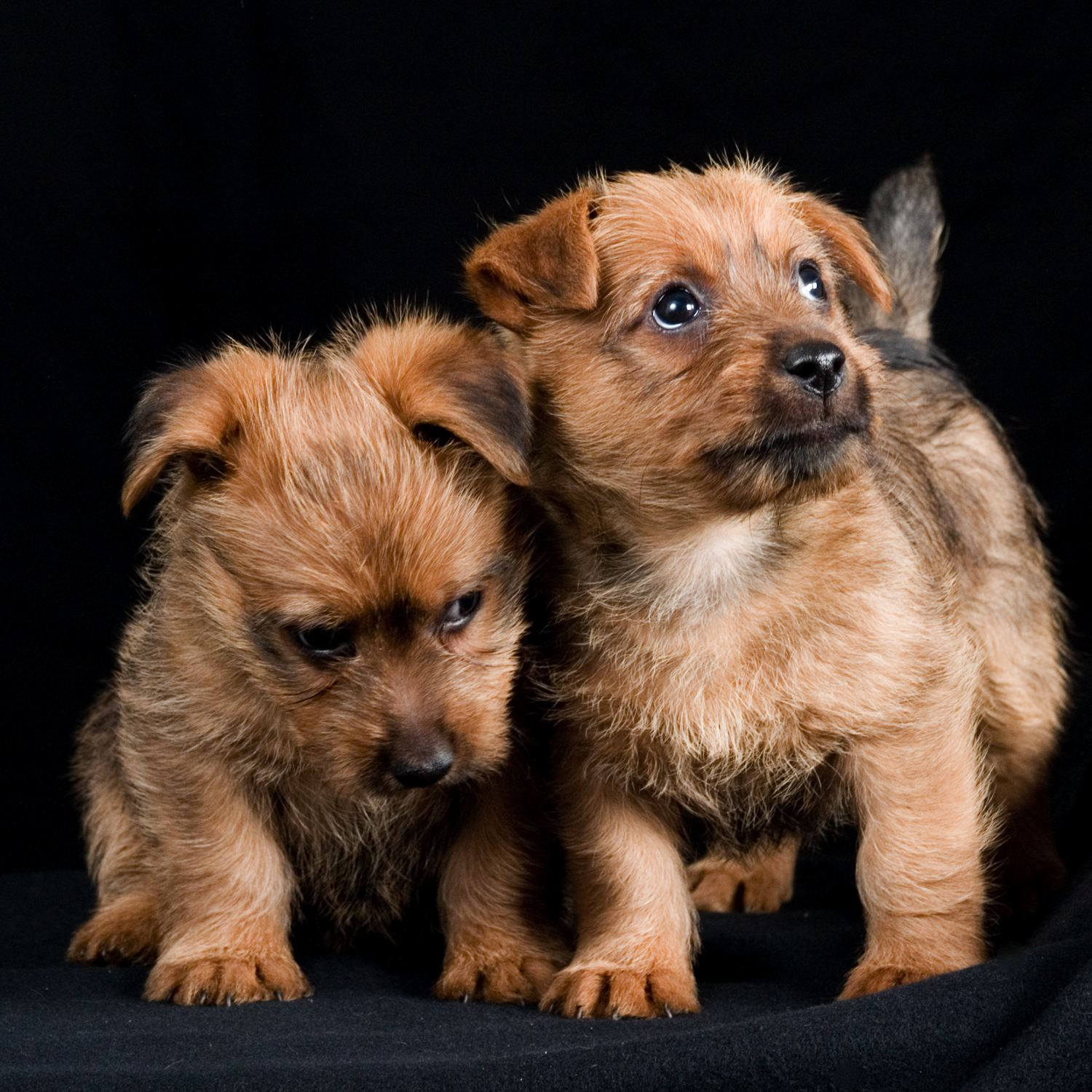
Цуценята.

У 1872 році собака вперше була показана на Королівській виставці в Мельбурні. До каталогу вона була записана під назвою «Жорсткошерстий тер'єр чорно-блакитного забарвлення». У 1880 році вона описується вже під назвою «Жорсткошерстий блакитний з палевим тер'єр». У наступні роки блакитний тер'єр продовжує змінювати свої назви. У поточному столітті порода відома і визнана FCI під назвою «австралійський тер'єр». Причому в породі присутнє не тільки блакитне з палевим забарвлення, але і руде, і пісочне. Відомо також, що певну роль у становленні породи зіграв грифон. У 1902 році на Сіднейській королівській виставці були встановлені класи собак обох забарвлень. Крім того, ці собаки були розділені за вагою. Вага однієї категорії тер'єрів обмежувався 8-ма фунтами (3,6 кг), іншої — від 8 до 15 фунтів (3,6-6,8 кг). Рудий і пісочний забарвлення в породі австралійського тер'єра були визнані нарівні з блакитним, зафіксовані в стандарті.
Перший клуб породи був заснований в 1898 році в Мельбурні. Він об'єднував також силки-тер'єрів. Проте згодом цей клуб розділився на два: Силки-тер'єр-клуб і Йоркшир-тер'єр-клуб. Австралійському тер'єрові там місця не знайшлося. Клуб австралійських тер'єрів був створений тільки в 1940 році. У 1947 році стандарт породи був ґрунтовно перероблений і до 1962 року залишався незмінним. З 1962 року в австралійських тер'єрів допускаються тільки стоячі вуха. Сьогодні австралійський тер'єр — абсолютно стабільна за типом і зростанням порода, популярна у себе на батьківщині. В Австралії існує велика мережа розплідників, які успішно займаються розведенням своїх національних тер'єрів, такі як: Штурт, Свенокс, Ельмора, Таггалонг, Мелліпіллі, Тінгалара, Нукара, Тарама тощо. У 1920-х роках починається розведення породи і в Англії, і в 1933 році вона була визнана Кеннел-клубом. Рік по тому австралійського тер'єра купує член королівської сім'ї герцог Глостер. В Америці австралійський тер'єр визнаний тільки в 1960 році, хоча порода відома там з 1890-х років. Американський Кеннел-клуб, також як і англійський, приймає свій стандарт породи, який відрізняється від австралійського.

## Використання
Англійським переселенцям, які потрапили на п'ятий континент, знадобилася собака, здатна адаптуватися до нових умов. Крім того, знову виведений австралійський тер'єр повинен був розправлятися не тільки з пацюками й норовими хижаками, що віртуозно виконували його британські побратими, а й уміти знищувати змій.